# Windows Script Host
Windows Script Host es un motor y entorno de ejecución de scripts para sistemas Windows que posee funcionalidad comparable a la de los archivos de procesamiento por lotes (archivos batch), pero supera a éstos en cuanto a la variedad y capacidad de los lenguajes que permite usar.
El Windows Script Host (originalmente llamado Windows Scripting Host) es un producto de Microsoft que se distribuye e instala de forma predeterminada en Windows 98, Windows 2000, Windows Me, Windows XP, Windows Server 2003, Windows Vista, Windows 7, Windows 8 y Windows 10. También se instala con Internet Explorer 5 (o una versión más actualizada).
Windows Script Host interpreta y ejecuta JScript (archivos .JS) y VBScript (archivos .VBS y .VBE). También se pueden usar otras extensiones de archivo (Ver: Extensión de archivo), como WSH y WSF.